# Walker Bay (Südafrika)
Die Walker Bay (Afrikaans Walkerbaai) ist eine große Bucht im Südatlantik. Sie ist die größte Bucht zwischen der False Bay bei Kapstadt und dem Kap Agulhas im Südosten, dem südlichsten Punkt des afrikanischen Kontinents. Die angrenzenden Küstengebiete gehören zur Distriktgemeinde Overberg der südafrikanischen Provinz Westkap.
Die Bucht ist Meeresschutzgebiet und ein Teil des angrenzenden Festlandes gehört zum Naturschutzgebiet Walker Bay Nature Reserve. Das Fischen und die Benutzung von Booten ist in einem großen Teil der Bucht untersagt.

## Küstenabschnitte
Die Walker Bay liegt im Einflussbereich des kalten Benguelastroms, so dass auch im Hochsommer das Wasser kaum mehr als 15 °C warm ist. Die oft raue See macht das Baden in der Bucht an vielen Stellen gefährlich.
Der nördlichste Punkt der Bucht liegt bei Hermanus, der südlichste ist Danger Point. Innerhalb der Bucht befindet sich Grotto Beach, ein Strand, der mit der Blauen Flagge ausgezeichnet wurde. Direkt anschließend liegt The Plaat, ein etwa 12 km langer Sandstrand, der von der Lagune Klein River Lagoon in südöstlicher Richtung bis nach De Kelders verläuft. Der Klein River fließt vom Hinterland kommend durch die Klein River Lagoon in die Walker Bay.

## Beobachtung von Meerestieren

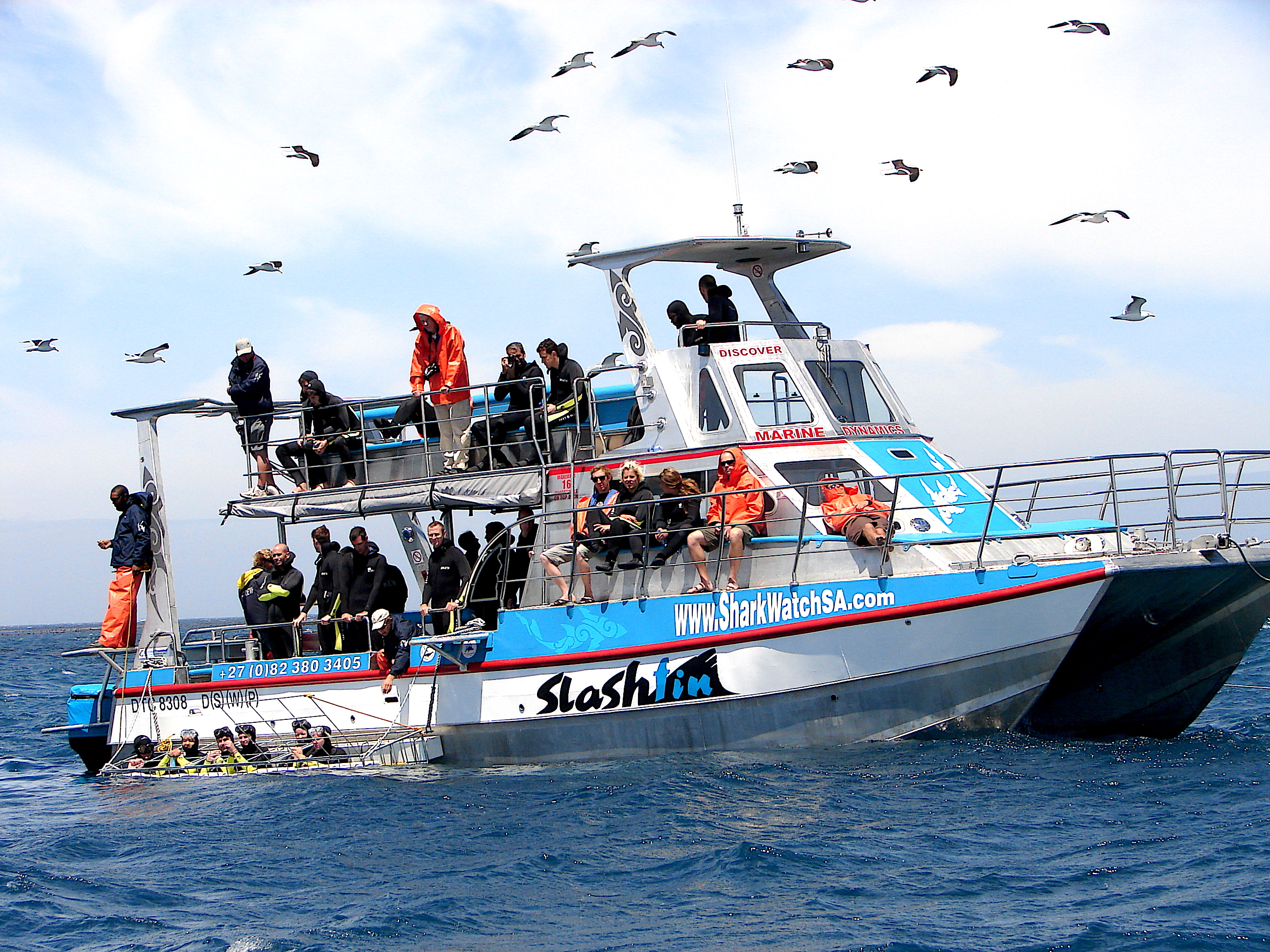
Haitauchen in befestigtem Käfig bei Gansbaai in Südafrika

Die an der Walker Bay gelegene Stadt Hermanus ist einer der besten Walbeobachtungsorte weltweit. Auch hat Hermanus den einzigen Whale Crier der Welt. Dieser ruft in der Walsaison mit seinem aus Seetang gefertigten Horn zum Whale-watching von Land aus auf. Die Südkaper, auch Südliche Glattwale genannt, kommen aus der Antarktis nach Südafrika, um hier zu kalben und ihren Nachwuchs für die lange Reise zurück in die Antarktis vorzubereiten. Die Walker Bay und vor allem der Küstenabschnitt vor Hermanus gehören zu ihren Lieblingsplätzen. Die Wale sind in den Monaten vom August bis November zu sehen.
Das am südöstlichen Rand der Walker Bay gelegene Gansbaai ist bekannt für das Haitauchen im Käfig. Um die in der Nähe liegende Insel Dyer Island leben in großer Zahl weiße Haie.
In der Walker Bay können Delfine und Robben während des ganzen Jahres oft vom Strand aus beobachtet werden.

## Klima
Es herrscht ein gemäßigt warmes Klima in dieser Region. Im Winter gibt es erheblich mehr Niederschläge als im Sommer. Die Temperatur beträgt im Jahresdurchschnitt 16,2 °C und die Niederschläge erreichen 570 mm im Jahr.

## Wirtschaft
Der Weinanbau in dieser Gegend wird zu einem immer größer werdenden Markt, da durch die hier herrschende kühlere Luft und das maritime Klima besonders die Rebsorten Pinot noir und Chardonnay gute Wachstumsbedingungen vorfinden. Die wichtigste Einnahmequelle ist der Tourismus, der durch die Walbeobachtung und das Haitauchen jährlich viele Besucher anzieht.

## Sehenswürdigkeiten
- „Klipgat“ bei De Kelders am südöstlichen Rande der Bucht ist eine Höhle, in der Menschen erstmals in der Mittleren Steinzeit, vor also ca. 65.000 bis 85.000 Jahren, wohnten. Die Funde gehören zu den ältesten des Homo sapiens. Vor 2000 Jahren lebten hier Khoisan.[1]
- Walker Bay Nature Reserve